# Prywatne Nauczycielskie Kolegium Języków Obcych w Bielsku-Białej
Prywatne Nauczycielskie Kolegium Języków Obcych – założone w 1992 r. kolegium nauczycielskie w Bielsku-Białej, kształcące na poziomie licencjackim. Kolegium jest szkołą niepubliczną o uprawnieniach publicznych. Patronat nad nią sprawuje Uniwersytet Śląski. Współpracuje z Wyższą Szkołą Ekonomiczno-Humanistyczną.

## Działalność
Prywatne Nauczycielskie Kolegium Języków Obcych posiada dwie filie: w Krakowie i Katowicach. W ramach kolegium działa również Centrum Doskonalenia Zawodowego i Języków Obcych.
Uczelnia jest członkiem FEDE - Europejskiej Federacji Szkół, bierze udział w pracach Sosnowiec Cluster Regional Examinations Board (zajmuje się standaryzacją egzaminów z praktycznej znajomości języka angielskiego), a od lutego 2005 r. jest licencjonowanym ośrodkiem TELC (The European Language Certificates).
Kolegium organizuje również kursy językowe i szkolenia dla pracowników instytucji i przedsiębiorstw z zakresu języka biznesu.

## Kierunki
Prywatne Nauczycielskie Kolegium Języków Obcych kształci na następujących specjalnościach:
- Język angielski
- Język niemiecki

## Władze uczelni
- Organ prowadzący: Jerzy Dec
- Dyrektor Kolegium: prof. dr hab. Zbigniew Białas
- Kierownik Specjalności (język niemiecki): dr Olga Romik
- Kwestor: Małgorzata Rodak
- Kierownik CDZiJO: Michał Śleziak

## Siedziba
Prywatne Nauczycielskie Kolegium Języków Obcych dysponuje dwoma nowoczesnymi budynkami (Alfa i Beta) w Bielsku-Białej przy ul. gen. Wł. Sikorskiego 4. Znajdują się w nich: aula (ok. 250 miejsc), sale wykładowe, sale ćwiczeniowe, sale seminaryjne, pracownia komputerowa, laboratorium językowe, 10 pomieszczeń administracyjnych, samorząd słuchaczy, księgarnia, klubokawiarnia oraz obiekty sportowo-rekreacyjne. Integralną częścią uczelni jest biblioteka z przyszło 12. tys. woluminów.
Krakowska filia mieściła się przy ul. Karmelickiej 3, a katowicka przy ul. Dyrekcyjnej 5.